# Алексей Фьодоров
Алексей Фьодорович Фьодоров (на украински: Олексій Федоров; на руски: Алексей Фёдоров; 30 март 1901 – 9 септември 1989) е командир на съветски партизански съединения, действащи на територията на окупираната от нацистите Украинска съветска социалистическа република. По време на Великата отечествена война е воювал на Източния фронт. Той е един от двамата партизани, обявени два пъти за Герой на Съветския съюз. Другият е Сидор Ковпак.

## Младост
Роден е в Днепропетровск в семейството на украински селянин. Участва в Руската гражданска война през 1920 г. с Червената армия. През 1927 г. става член на Комунистическата партия на Съветския съюз. През 1938 г. става първи секретар на Черниговската областна партийна организация.

## Партизански командир
Участва в създаването на първите съпротивителни партизански организации в Украинската съветска социалистическа република, която е под окупацията на нацистка Германия с операция „Барбароса“, която започва на 22 юни 1941 г. Организираните от него партизански части нанасят значителни загуби на германците в тила от зимата на 1941 – 42 г. През май 1942 г. е обявен за Герой на Съветския съюз и е награден с орден „Ленин“. През пролетта и лятото на 1943 г. започва партизанска дейност в окупираната Беларуска съветска социалистическа република – особено във Волин, Брянск и Орел. Ефективен е в благодарение на саботажа на железопътните линии на Ковел през зимата на 1943 г. Неговите партизани унищожават общо 549 немски вагона, превозващи товари, оръжие, боеприпаси и войници. Произведен е в генералско звание през януари 1944 г.

## След войната
След войната заема важни позиции в партията. Ръководи партийните организации в Житомирска и Херсонска области. През 1957 г. е министър на социалното осигуряване в Украйна. Бил е и депутат във Върховния съвет.
Умира на 9 септември 1989 г. в Киев. В родното му място Днепропетровск има паметник, символизиращ организираната от него съпротива срещу нацистите по време на партизанската война.

## Награди
- Герой на Съветския съюз (2 пъти) (18 май 1942[1], 4 януари 1944[2])
- Орден на Ленин (6 пъти) (1939 г., 8 май 1942 г., 27 март 1981 г.)
- Орден „Суворов“ (2 май 1945 г.)
- Орден на Богдан Хмелницки (7 август 1944 г.)
- Орден на Червеното знаме
- Орден на Отечествената война (2 пъти) (1945, 1985)
- Орден на Червената звезда
- Орден на Октомврийската революция

## Алексей Фьодоров на български
- Фьодоров, Алексей Ф. Последната зима.   София, БКП, 1967. с. 448.